# Shabo (Sprache)
Shabo (auch Mikeyir genannt) ist eine vom Aussterben bedrohte Sprache, die von 400–500 Jägern und Sammlern im westlichsten Teil der Region der südlichen Nationen, Nationalitäten und Völker in Südwestäthiopien gesprochen wird. 
Diese Leute leben in drei Orten der Keficho-Shekicho-Zone: Anderaccha, Gecch'a und Kaabo.
Viele Sprecher wechseln zu benachbarten Sprachen, besonders zu Majang und Shakicho (Mocha); das Vokabular ist stark von Lehnwörtern aus diesen beiden Sprachen beeinflusst, insbesondere aus dem Majang, ebenso wie aus dem Amharischen.

## Klassifikation
Die Klassifikation des Shabo ist unklar, es ist möglicherweise eine nilosaharanische Sprache (Teferra/Unseth 1989, Fleming 1991) oder eine isolierte Sprache (Ehret 1995). Die Vermutung, dass Shabo eine eigene Sprache ist, wurde zuerst von Lionel Bender im Jahre 1977 geäußert, wobei er eine von dem Missionar Harvey Hoekstra zusammengestellte Wortliste heranzog.
Lässt man einmal die vielen Lehnwörter von seinen unmittelbaren Nachbarn, dem Majang und dem Shakicho, beiseite, dann weisen die gesammelten Wortlisten des Shabo neben einer bedeutenden Zahl an Lexemen aus den Koma-Sprachen eine größere Anzahl an Wörtern ohne offenkundige externe Beziehungen auf.
Die bisher gesammelten provisorischen Daten zur Grammatik legen nur wenige überzeugende externe Beziehungen nahe. Auf dieser Grundlage hat Fleming (1991) das Shabo als nilosaharanisch klassifiziert, und innerhalb dessen als den Koma-Sprachen am nächsten stehend. Ehret (1995) hingegen argumentiert, das es weder überzeugende Ähnlichkeiten mit dem Nilosaharanischen noch dem Afroasiatischen gebe, unter der Annahme, dass die Wörter aus dem Koma frühe Entlehnungen seien. Er betrachtet das Shabo daher als isolierte Sprache. Teferra/Unseth (1989) sehen es als nilosaharanisch an, können dies aber kaum begründen und können auch keine Angaben über seine Stellung innerhalb der Sprachfamilie machen.

## Phonetik und Phonologie
Die Konsonanten des Shabo sind folgende:
|               | Bilabial | Alveolar | Palatal | Velar | Glottal |
| ------------- | -------- | -------- | ------- | ----- | ------- |
| Plosive       | (p) b    | t d      | (c) (ɟ) | k g   | ʔ       |
| Implosive     | ɓ        | ɗ        |         | ɠ     |         |
| Ejektive      | pʼ       | tʼ       | cʼ      | kʼ    |         |
| Frikative     | f        | (s) sʼ   | (ʃ)     |       | h       |
| Approximanten | w        | l        | j       |       |         |
| Nasale        | m        | n        | ɲ       | ŋ     |         |
| Vibranten     |          | r        |         |       |         |

Konsonanten in runden Klammern sind laut Teferra (1995) nicht vollkommen phonemisch:
- [⁠p⁠] und [⁠f⁠] stehen in freier Variation zueinander.
- [⁠s⁠] und [⁠ʃ⁠], manchmal auch [⁠c⁠], [⁠ɟ⁠] und [⁠ʒ⁠], sind wie im Majang in freier Variation. Laut Teferra könnte das auf die traditionelle Entfernung der unteren Schneidezähne bei Männern zurückgehen.
- [⁠h⁠] und [⁠k⁠] wechseln gelegentlich miteinander.

Lange Konsonanten gibt es in mehreren Wörtern, z. B. in walla "Ziege", kutti "Knie", obwohl die Länge oft instabil ist.
Laut Teferra gibt es neun Vokale, nämlich /i/ /ɨ/ /u/ /e/ /ə/ /o/ /ɛ/ /a/ /ɔ/. Fünf Vokale – /a/ /e/ /i/ /o/ /u/ – haben lange Entsprechungen. Gelegentlich werden Vokale am Ende ausgelassen, wobei Vokale in der Mitte eines Wortes gekürzt werden, z. B. bei deego/deg "Krokodil".
Die Silbenstruktur ist (Konsonant) – Vokal – (Konsonant); alle Konsonanten außer /pʼ/ und /tʼ/ können am Ende einer Silbe auftreten.
Das Shabo ist eine Tonsprache, aber ihre Tonologie ist unklar. Teferra nennt ein Minimalpaar:
há "töten" – hà "Fleisch"

## Grammatik

### Pronomen
| Pronomen | Ehret                                   | Teferra/Unseth | Hoekstra |
| -------- | --------------------------------------- | -------------- | -------- |
| ich      | tiŋ (m.), taŋa (f.)                     | tiŋ            | tiŋ(ka)  |
| du       | kuku (m.), kungu (f.)                   | kuku           | ŋaŋ(ka)  |
| er       | yi (m.)                                 | ŋa             | ŋa(ufə)  |
| wir      | yiŋ (m.), ann (f.)                      | yiŋ            | yiiŋa    |
| ihr      | sitalak (m.), siyakk (f.), suba (beide) | ʃu(bək)        |          |
| sie      | kuka                                    |                |          |

### Substantive
Die Pluralbildung ist unklar. Von einer Person wurden drei verschiedene Plural-Suffixe genannt:
- "Haus" ɗoku → "Häuser" ɗoku-k
- "Hund" kaal/kaan → "Hunde" kaal-u/kaan-u
- "Bein" bicca → "Beine" bicca-ka

Eine andere Person bildete jedoch gar keinen Plural oder drückte ihn durch die Nachstellung des Wortes yɛɛro aus.
Das Suffix -k scheint manchmal das direkte Objekt zu markieren, z. B. in upa kaan-ik ye "ein Mann sah einen Hund" (wörtl. "Mann Hund sah"). Ein ähnliches Suffix kommt in vielen ostsudanischen Sprachen vor.
Kasus-Suffixe, die von Ehret (1995) erwähnt wurden, sind folgende:
- -ti – Ablativ
- -uk, -ik – Instrumental
- -ke, -e – Genitiv
- -kak, -gak – Akkusativ

### Postpositionen
Das Shabo benutzt nach Substantiven Postpositionen, z. B. in upa mana pond ɗɛpik moi "ein Mann saß auf einem Stein" (wörtl. "Mann Stein auf ? saß").

### Verben
Die Negation wird dadurch ausgedrückt, dass die Partikel be hinter das Verb oder Substantiv, das verneint wird, gesetzt wird:
gumu be "(es ist) kein [nicht (ein)] Stab"
ʔam be-gea "er wird nicht kommen" (wörtl. "kommen nicht-?")
Die Negation mit b ist unter nilosaharanischen Sprachen und afroasiatischen Sprachen weit verbreitet.
Es gibt ein Kausativ-Suffix -ka:
mawo hoop "Wasser kochte" – upa mawo hoop-ka "(ein) Mann kochte Wasser"
Die Partikel git (Infinitiv? Subjunktiv?) markiert das Verb in Konstruktionen mit "wollen":
moopa git inɗeet "ich will sitzen" (wörtl. "sitzen Partikel wollen")
Die Verbalmorphologie ist zum großen Teil unklar; es scheint ein 
Futur-Suffix der 3. Person Singular -g- (z. B. in inɗage t’a-g "er wird essen") zu existieren sowie ein Suffix der 2. Person Plural (z. B. in subuk maakɛle kak t’a-ɗe "ihr aßt Getreide (Mais?)", wörtl. "ihr Getreide Vergangenheit? essen-2. Pers. Pl.").
Ehret (1995) führt die folgenden Tempus-Suffixe an:
- -gg – Imperfekt
- -e – Perfekt (Plusquamperfekt?)
- -kkus – Perfekt
- Nullmorphem – Imperativ

### Zahlwörter
Von Teferra/Unseth (1989) wird folgendes Zahlensystem angeführt:
1. iŋki
2. bap
3. jiita
4. aŋan
5. tuul
6. tulu(ŋ/m)
7. tulikakiŋki (möglicherweise Fehler bei "6"?)
8. tunajiita
9. tulaaŋan
10. bapif (< bap if "zwei Hände")
11. mabafifiŋki

"20" ist iŋk upa kor (wörtl. "eine Person komplett").

### Syntax
Die normale Wortfolge im Satz ist Subjekt-Objekt-Verb; es werden eher Postpositionen als Präpositionen verwendet.

## Einige Wörter des Grundwortschatzes
| Wortbedeutung | Shabo       |
| ------------- | ----------- |
| Mann          | ufa         |
| Frau          | umɓa        |
| wer           | nee         |
| was           | hamma       |
| Auge          | se/še       |
| Nase          | sonna/šonna |
| Mund          | kaw         |
| Zahn          | kaw         |
| Zunge         | handa       |
| Herz          | lunduse     |
| Hand          | efu         |
| Fuß           | bicca       |
| Sonne         | oha/oxa     |
| groß          | mati        |
| essen         | t’a         |
| trinken       | wo          |
| gehen         | no          |
| kommen        | am          |